# Розефелд, Август Петрович
Август Петрович Розефелд (латыш. Augusts Rozefelds; 1926—1983) — звеньевой рыболовецкого колхоза «Банга», Латвийская ССР. Герой Социалистического Труда (07.07.1966).

## Биография
Родился в 1926 году в Латвии. Латыш.
Получил неполное среднее образование. Трудовую деятельность начал в 1942 году рыбаком. В 1945—1950 годах служил в Советской Армии.
После увольнения из Вооружённых Сил с 1950 года работал рыбаком, звеньевым, а с 1966 года — бригадиром рыболовецкого колхоза «Банга» в селе Роя Талсинского района Латвийской ССР (ныне — Ройского края Латвии).
Указом Президиума Верховного Совета СССР от 7 июля 1966 года за выдающиеся успехи, достигнутые в выполнении заданий семилетнего плана по добыче рыбы и производству рыбной продукции, Розефелду Августу Петровичу присвоено звание Героя Социалистического Труда с вручением ордена Ленина и золотой медали «Серп и Молот».
И в последующие годы добивался высоких результатов по добыче рыбы и производству рыбной продукции.
В 1968 году вступил в КПСС. Много внимания уделял общественной и политической работе. Дважды избирался Депутатом Верховного Совета СССР 8-го и 9-го созывов (1970—1979)[уточнить]. Жил в Талсинском районе (ныне — Ройский край, Латвия). Умер в 1983 году.

## Награды
- Золотая медаль «Серп и Молот» (07.07.1966);
- орден Ленина (07.07.1966)
- Медаль «В ознаменование 100-летия со дня рождения Владимира Ильича Ленина» (1970)
- Медаль «За трудовую доблесть»
- Медалями ВДНХ СССР
- и другими
- Отмечен дипломами и почётными грамотами.